# TAMPEP
TAMPEP (La Red Europea para la Prevención del VIH, las ITS y la Promoción de la Salud entre Trabajadoras Sexuales Migrantes; en inglés, The European Network for HIV/STI Prevention and Health Promotion among Migrant Sex Workers) es una organización internacional que apoya la salud y los derechos humanos de las trabajadoras sexuales emigrantes en Europa.

## Historia

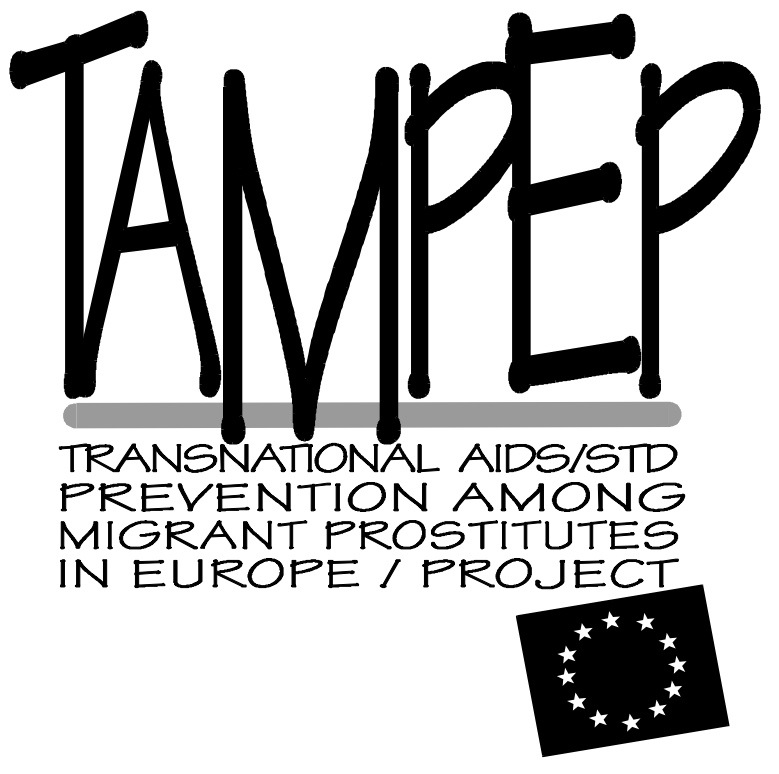
Viejo logotipo de TAMPEP, utilizado alrededor de 2004

Fundada en 1993, con sede en Ámsterdam, la organización inicialmente operaba en Italia, Austria, Alemania, y los Países Bajos. A fecha de noviembre de 2019, coordina una red de 30 organizaciones en 25 países de la Unión Europea, y recibe financiación de la Comisión Europea, así como de organizaciones nacionales gubernamentales y no gubernamentales, y ha logrado encima 80 nacionalidades diferentes durante los años. En la actualidad, TAMPEP tiene sus servidores de red ubicados en Helsinki, Finlandia.
Las siglas de 'TAMPEP' originalmente significaban 'Proyecto Transnacional de prevención de ETS y SIDA entre Prostitutas Migrantes en Europa' (en inglés, 'Transnational AIDS/STD prevention amongst Migrant Prostitutes in Europe Project'); las 'STD' del original inglés fueron cambiadas posteriormente por 'STI' (en español, el cambio sería de ETS a ITS). La organización ha cambiado el significado tras sus siglas en varias ocasiones a lo largo de los años: en 2004, se presentaba como 'La Red Europea para la Prevención Transnacional del SIDA y las ETS entre Prostitutas Migrantes' (en inglés, 'The European Network for Transnational AIDS/STD Prevention among Migrant Prostitutes'); para 2019, el significado oficial de sus siglas es el citado en la introducción.

## Actividades
La preocupación principal del proyecto es la prevención del VIH/sida. TAMPEP acerca el problema desde un enfoque de salud general y de derechos humanos, trabajando por el empoderamiento y autodeterminación de las trabajadoras sexuales emigrantes (especialmente en cuanto a mujeres cis y transexuales) y para mejoras en sus condiciones laborables y su situación social. Las organizaciones miembro emplean trabajadoras de calle, educadores entre pares y material informativo para contactar a trabajadoras sexuales emigrantes. La organización produce informes regulares sobre la situación de las trabajadoras sexuales en Europa.
Los estudios de TAMPEP enfatizan la necesidad de distinguir claramente entre trata, trabajo sexual y migración. TAMPEP se opone a la trata con fines de explotación sexual en tanto abuso de los derechos humanos, mientras que, al tiempo, apoya los esfuerzos para mejorar las condiciones laborables de las trabajadoras sexuales y para facilitar su migración.
TAMPEP también ha operado en Nigeria, donde  ayuda para rehabilitar a trabajadoras sexuales deportadas de Italia.